# Welser Profile
Welser Profile mit Sitz in Ybbsitz (Niederösterreich) ist ein Hersteller von offenen Spezialprofilen, geschweißten Profilrohren, Baugruppen und kompletten Profilsystemen aus Stahl sowie Nichteisen-Metallen. Das Unternehmen beschäftigt rund 2400 Mitarbeiter weltweit.

## Geschichte
1664 erfolgte die Gründung des Unternehmens im „Haus in der Au“ in Ybbsitz, Niederösterreich. 1950 begann die Herstellung von Pfannen, Striegeln und anderen landwirtschaftlichen Produkten. 1959 war die Inbetriebnahme der ersten Profilieranlage, die Fertigung des ersten Profils erfolgte am 1. Mai 1960. Den Grundstein für den wirtschaftlichen Aufschwung des Unternehmens legten Waltraud und Josef Welser. Als neunte Generation im Unternehmen vollzogen sie Anfang der 1960er-Jahre die Umstellung auf eine neue Verformungstechnologie – das Walzprofilieren.
1972 erfolgte die Errichtung der ersten Produktionshalle im Nachbarort Gresten. 1975 kam es zur Gründung der ersten Verkaufsniederlassung in der Schweiz. In Deutschland wurden 1999 zwei Betriebe übernommen und 2001 war die Eröffnung des dritten Produktionswerkes in Bönen (Deutschland). 2012 wurde das Unternehmen neu strukturiert und dabei trat die elfte Generation in die Führung des Familienunternehmens ein.
Waltraud Welser und ihre Söhne Wolfgang und Helmut Welser bekamen das Silberne Komturkreuz des Landes Niederösterreich verliehen.
Welser Profile verfügt weltweit über Verkaufsniederlassungen. 2018 wurde der vierte Produktionsstandort, Superior Roll Forming – ein Spezialprofilehersteller mit Sitz in Valley City, Ohio übernommen. 2022 wurde ebenfalls in Valley City ein fünftes Produktionswerk eröffnet.
Auf Grund von Differenzen während der  Metallerlohnverhandlungen hielt die Gewerkschaft im November 2023 Streiks ab.

## Kennzahlen
Heute sind auf einer Gesamtbetriebsfläche von etwa 705.000 Quadratmetern rund 90 Hochleistungsprofilieranlagen im Einsatz. Verarbeitet werden Stahl, Edelstahl und Nichteisenmetalle in einer Stärke von 0,3 bis 8,2 Millimeter sowie einer Breite bis zu 1000 Millimeter.